# Inga Abitova
Inga Edoeardovna Abitova (Russisch: Инга Эдуардовна Абитова) (Novokoejbysjevsk, 6 maart 1982) is een Russische voormalige langeafstandsloopster. Sinds 2006 is zij medehoudster van het Europees record op de Ekiden. Eind 2012 werd zij voor twee jaar geschorst vanwege een overtreding van de dopingregels.

## Biografie

### Beste prestaties
In 2005 won Abitova de marathon van Belgrado in 2:38.19.
De beste prestaties van haar atletiekcarrière behaalde Abitova in 2006. Op de Europese kampioenschappen van 2006 in Göteborg werd ze Europees kampioene op de 10.000 m met een persoonlijk record van 30.31,42. Dit was de op zes na snelste tijd ooit door een Europese atlete gelopen. Dat jaar liep ze ook een persoonlijk record van 2:33.55 tijdens de marathon van Bombay. Op 23 november 2006 verbeterde ze in de Japanse stad Chiba met haar teamgenotes Lilia Sjoboechova, Olesya Syreva, Lidia Grigorjeva, Galina Bogomolova en Maria Konovalova het Europese record op de Ekiden naar 2:14.51. Ze liep als tweede loopster haar etappe van 10 km in 32.18.

### OS 2008
Als Russisch kampioene op de 10.000 m vertegenwoordigde Inga Abitova haar land op de Olympische Spelen van 2008 in Peking. Hier behaalde ze met 30.37,33 een zesde plaats. Deze wedstrijd werd gewonnen door de Ethiopische Tirunesh Dibaba in een olympisch record van 29.54,56.

### Schorsing
In 2012 werd Abitova door de Russische Atletiekfederatie voor twee jaar geschorst vanwege een overtreding van de dopingregels. Als reden werd opgegeven, dat er afwijkende bloedwaarden in haar biologisch paspoort waren vastgesteld. Al haar resultaten vanaf 10 oktober 2009 werden geschrapt en haar schorsing ving aan op 11 oktober 2012. Dit hield in dat de Russische onder meer niet kon deelnemen aan de wereldkampioenschappen van 2013, die in haar eigen land werden gehouden.

## Titels
- Europees kampioene 10.000 m - 2006
- Russisch kampioene 10.000 m - 2008

## Persoonlijke records
Baan
| Onderdeel | Prestatie | Datum            | Plaats     |
| --------- | --------- | ---------------- | ---------- |
| 3000 m    | 9.02,88   | 20 augustus 2006 | Birmingham |
| 5000 m    | 15.15,05  | 15 juli 2006     | Toela      |
| 10.000 m  | 30.31,42  | 7 augustus 2006  | Göteborg   |

Weg
| Onderdeel      | Prestatie | Datum           | Plaats     |
| -------------- | --------- | --------------- | ---------- |
| 20 km          | 1:06.07   | 11 oktober 2009 | Birmingham |
| halve marathon | 1:09.53   | 11 oktober 2009 | Birmingham |
| 25 km          | 1:25.27   | 28 januari 2007 | Osaka      |
| 30 km          | 1:43.23   | 26 april 2009   | Londen     |
| marathon       | 2:25.55   | 26 april 2009   | Londen     |

Indoor
| Onderdeel | Prestatie | Datum            | Plaats    |
| --------- | --------- | ---------------- | --------- |
| 3000 m    | 9.15,05   | 10 februari 2005 | Volgograd |

## Palmares

### 3000 m
- 1999: 11e WJK - 9.21,63

### 10.000 m
- 2006:  EK - 30.31,42
- 2007: 12e WK - 32.40,39
- 2010:  EK - 31.22,83

### halve marathon
- 2009: 9e WK in Birmingham - 1:09.53

### marathon
- 2005:  marathon van Belgrado - 2:38.19
- 2006:  marathon van Bombay - 2:33.55
- 2007: 9e marathon van Londen - 2:34.25
- 2009: 6e marathon van Londen - 2:25.55
- 2009:  marathon van Yokohama - 2:27.18
- 2010:  marathon van Londen - 2:22.19
- 2010: 4e New York City Marathon - 2:29.17
- 2011: 15e marathon van Londen - 2:26.31

### veldlopen
- 2001: 30e WK junioren - 23.45
- 2001: 4e EK junioren - 11.02 ( in het landenklassement)
- 2005: 7e EK in Tilburg - 20.16 ( in het landenklassement)